# GstarCAD
GstarCAD é uma plataforma CAD, desenho assistido por computador (Computer Aided Design ou Computer Aided Drafting). Seu motor foi 100% escrito pela empresa GstarSoftware. O GstarCAD possui compatibilidade com o formato DWG e sua interface é muito semelhante ao AutoCAD.  Essa tecnologia permite a realização de desenhos bidimensionais (2D) e tridimensionais (3D) além de permitir programação de aplicativos em várias linguagens, tais como AutoLisp, .NET , VBA, GRX.
Além de se mostrar uma alternativa viável ao AutoCAD, o GstarCAD possui recursos exclusivos, como comparador de revisões, lista de materiais automática e gerenciador de backup automático.
Existem três versões para diferentes usuários CAD: Professional, Standard, e Academic

## Formatos de arquivos
- DWG
- DXF

## História
- Em 2013, a GstarSoft criou o GstarCAD8 seu código fonte foi totalmente reescrito deixando de ser um IntelliCAD.
- Em 2010, o software GstarCAD venceu WIPO Award por Propriedade Intelectual[2]
- Em 2009, o software GstarCAD lançou globalmente a plataforma baseada em GRX.
- Em 2009, o software GstarCAD passou para o nível 3 no certificado CMMI.
- Em 2008, o software GstarCAD foi selecionado como um membro do conselho ITC.
- Em 2007, o software GstarCAD lançou a primeira versão em Inglês.
- Em 2003, o software GstarCAD software liberou a primeira versão baseada na tecnologia IntelliCAD.
- Em 1992, o software GstarCAD foi fundado em Beijing, P.R.China.